# Kanalstraße 11 (München)

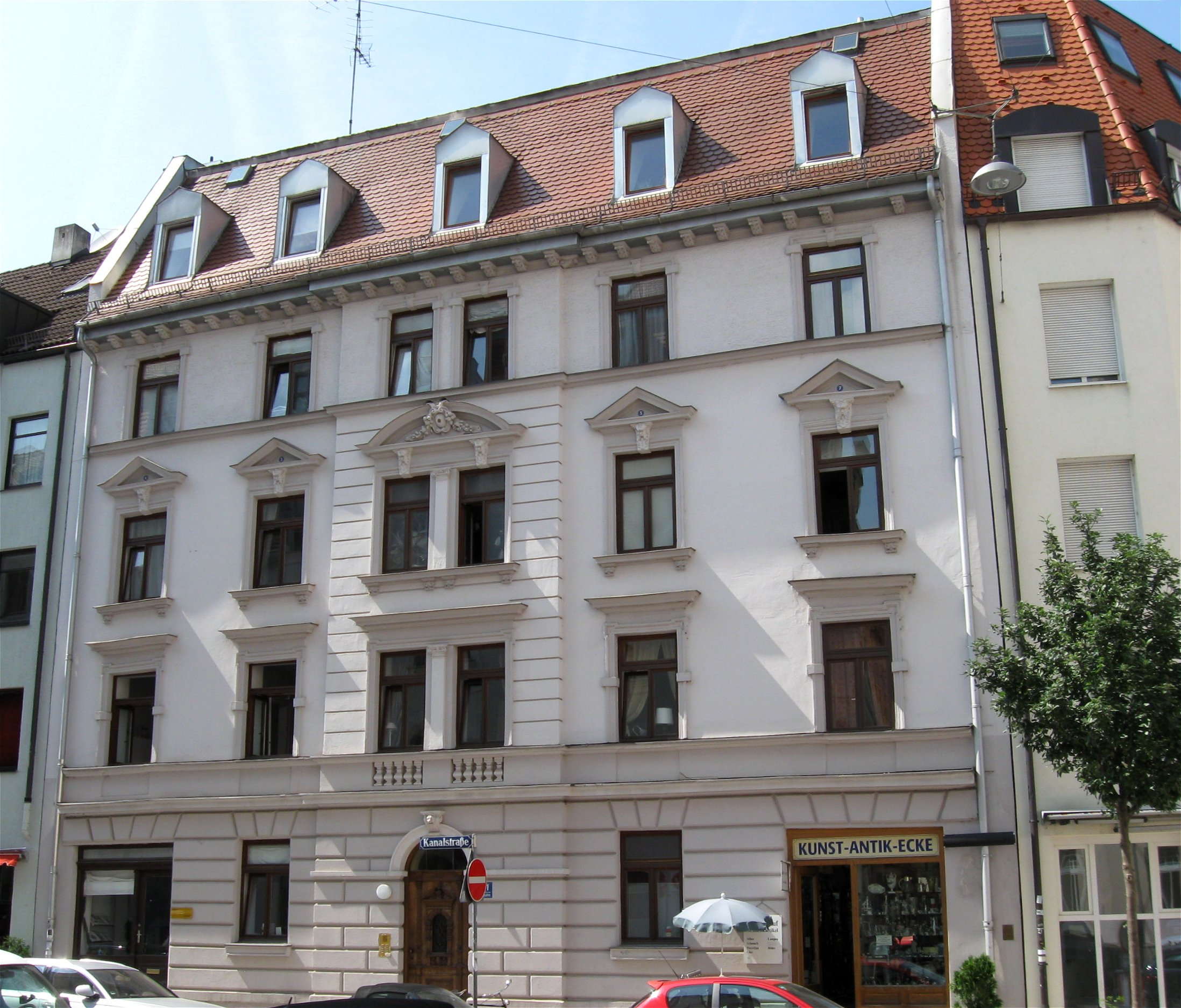
Haus Kanalstraße 11 in München

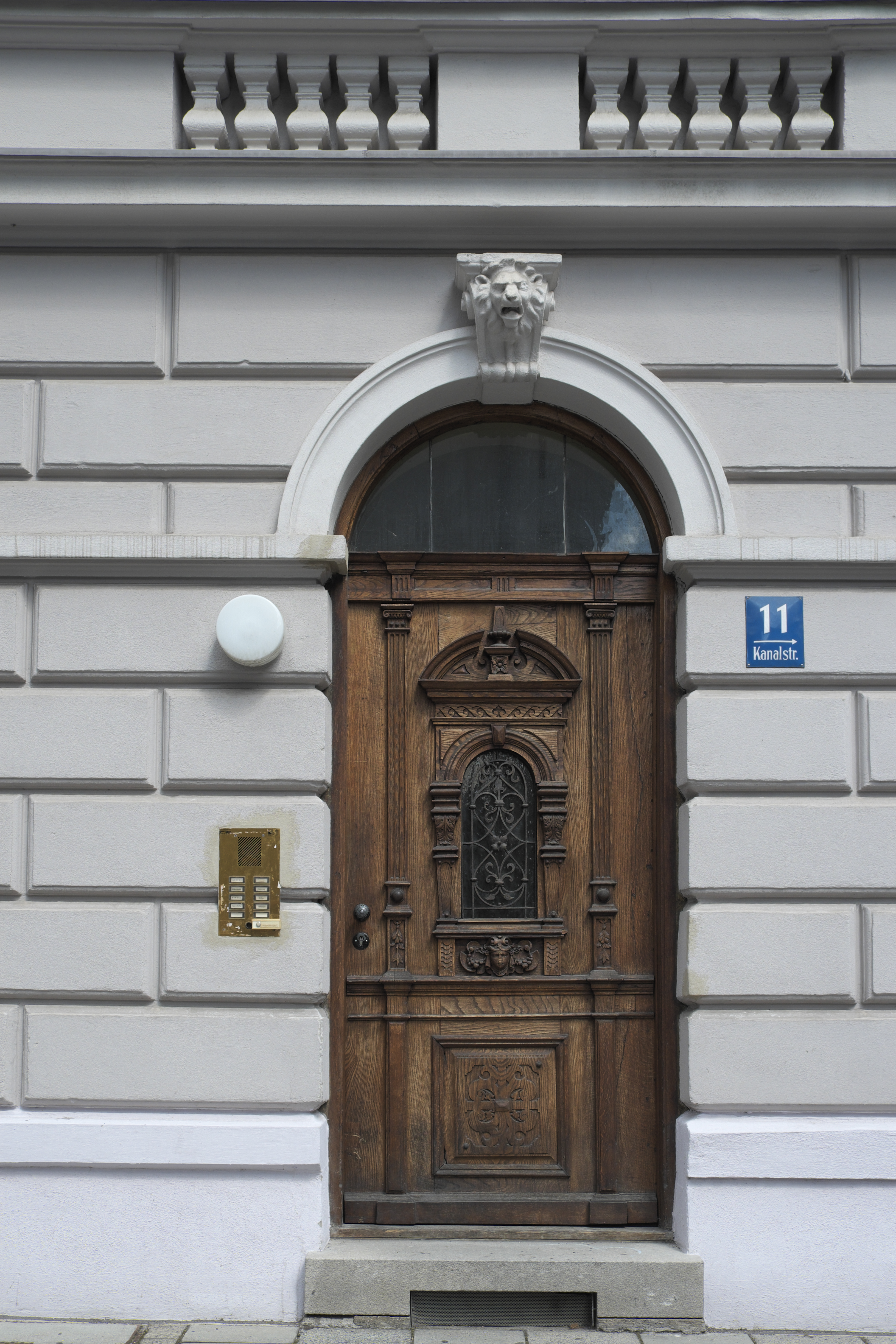
Portal mit geschnitzter Tür

Das Gebäude Kanalstraße 11 im Stadtteil Lehel in München wurde 1887/88 errichtet. Das Wohnhaus ist ein geschütztes Baudenkmal.

## Geschichte
Das Mietshaus im Stil der Neurenaissance wurde vom Architekten Gottfried Hohenleitner für sich selbst errichtet. Der viergeschossige Mansarddachbau mit flachem Mittelrisalit besitzt zwei unterschiedlich große Wohnungen je Etage, die von einem rückwärtigen Treppenhaus erschlossen werden. Horizontale Kreuzgesimse gliedern die Fassade. Das ursprüngliche Traufgesims mit Konsolen ist erhalten. Die Fenster des zweiten Obergeschosses sind mit Giebeln dekoriert, als Agraffen dienen Gorgonen.